# 薩迪維爾 (肯塔基州)
薩迪維爾（英語：Sadieville）是一個位於美國肯塔基州斯科特縣的城市。

## 地方資料
根據2020年美國人口普查的數據，薩迪維爾的面積為2.88平方千米，當中陸地面積為2.81平方千米，而水域面積為0.07平方千米。當地共有人口320人，而人口密度為每平方千米111.11人。